# Teodoro (cancelário)
Teodoro (em latim: Theodorus) foi um oficial do século VII, ativo no reinado do imperador Heráclio (r. 610–641) e seus coimperadores. Aparece em novembro de 641, quando chegou em Cartago com carta da imperatriz Martina (r. 613–641) ao prefeito Jorge ordenando que libertasse algumas freiras, talvez refugiadas de Alexandria, que haviam recaído e retomaram o monofisismo. Se
sabe que era um cancelário.